# Hans Reche
Hans Reche ist ein deutscher Verwaltungsjurist.
Reche promovierte 1951 an der Rechts- und staatswissenschaftlichen Fakultät der Universität Münster. Später war er Leiter der Oberfinanzdirektion Hannover. 1983 erhielt er das Große Verdienstkreuz der Bundesrepublik Deutschland.

## Schriften
- Die Rechtskraft im Steuerrecht, insbesondere ihr Verhältnis zur Unabänderlichkeit, Dissertation, Münster, Rechts- und staatswissenschaftliche Fakultät, 15. Dezember 1951